# Rouge baiser (rouge à lèvres)
Rouge baiser est une marque de rouge à lèvres créée en 1927 par le chimiste Paul Baudecroux, qui démocratise l'utilisation de cet élément de maquillage.

## Historique
Selon la légende, Paul Baudecroux (1892-1957), monté à Paris en 1917, a l'idée d'appeler ainsi, en 1927, un rouge à lèvres indélébile, qu'il venait d'inventer, en entendant le morceau d'une réplique de l'opéra Cavalliera Rusticana : « Et pour baiser tes lèvres roses… ». Il décide de fabriquer un produit tenace, quasiment indélébile. Il lui donne pour slogan « Rouge baiser, le rouge à lèvres qui résiste à tout, même aux baisers », un appel à l'amour qui est imité par les grandes marques de parfumeurs et couturiers de l'époque, ce qui déplait à l'Église.
Le rouge à lèvres qui, sur une idée de Paul Boudecroux, dont il déposa le brevet, contient de l'aniline pour l'empêcher de déteindre, est confectionné d'abord dans son modeste atelier du 74 faubourg Saint-Honoré, puis dans un atelier plus grand, rue Ganneron et enfin, dans une usine de Courbevoie, boulevard Saint-Denis qui a compté jusqu'à 250 employés.
En 1949, le produit connaît un regain de popularité avec son affiche publicitaire créée par René Gruau, qui représente un visage de femme stylisé, aux yeux bandés d'un ruban noir, et présentant sa bouche rouge comme seule touche de couleur. Cette affiche est connue sous le nom de La femme au bandeau.
À la mort de l'inventeur, sa femme et ses enfants perpétuent l'entreprise de ce produit iconique, qui est toujours commercialisé en 2023.